# Anders Lund
Anders Lund (Kopenhagen, 14 februari 1985) is een voormalig Deens wielrenner.

## Belangrijkste overwinningen
2003
 Deens kampioen op de weg, Junioren
2004
1e en 5e etappe Circuit des Ardennes
2005
2e etappe Circuit des Ardennes

## Resultaten in voornaamste wedstrijden
| Jaar | Ronde van Italië | Ronde van Frankrijk | Ronde van Spanje |
| ---- | ---------------- | ------------------- | ---------------- |
| 2007 |                  |                     |                  |
| 2008 | 102e             |                     |                  |
| 2009 | 155e             |                     |                  |
| 2010 | 64e              |                     | 46e              |
| 2011 |                  |                     |                  |
| 2012 | 112e             | 127e                |                  |
| 2013 |                  |                     |                  |

| Jaar | Milaan-San Remo | Gent-Wevelgem | Ronde van Vlaanderen | Parijs-Roubaix | Amstel Gold Race | Ronde van Lombardije | E3 Harelbeke |  | WK op de weg |  | Wereldranglijsten |
| ---- | --------------- | ------------- | -------------------- | -------------- | ---------------- | -------------------- | ------------ |  | ------------ |  | ----------------- |
| 2007 |                 |               |                      |                |                  |                      |              |  |              |  | 236e (UPT)        |
| 2008 |                 |               |                      |                |                  |                      | 39e          |  | opgave       |  |                   |
| 2009 |                 |               |                      | 84e            |                  | opgave               | 60e          |  | opgave       |  |                   |
| 2010 | 104e            | 91e           | opgave               |                |                  | opgave               | 31e          |  | 24e          |  |                   |
| 2011 | 73e             |               |                      |                | opgave           |                      |              |  | 57e          |  |                   |
| 2012 | 67e             | 17e           | 103e                 | 78e            |                  |                      | 69e          |  |              |  |                   |
| 2013 |                 | opgave        | 102e                 | 98e            |                  |                      | 84e          |  |              |  |                   |